# Blodspindling
Blodspindling (Cortinarius sanguineus) är en svampart som först beskrevs av Franz Xaver von Wulfen, och fick sitt nu gällande namn av Elias Fries 1838. Cortinarius sanguineus ingår i släktet Cortinarius och familjen spindlingar.   Inga underarter finns listade i Catalogue of Life.
I den svenska databasen Dyntaxa används istället namnet Cortinarius sanguineus s. str. för samma taxon.  Arten är reproducerande i Sverige.
Blodspindling kan användas till att färga textilfibrer, till exempel ull och siden, och ger en varm röd färg. 

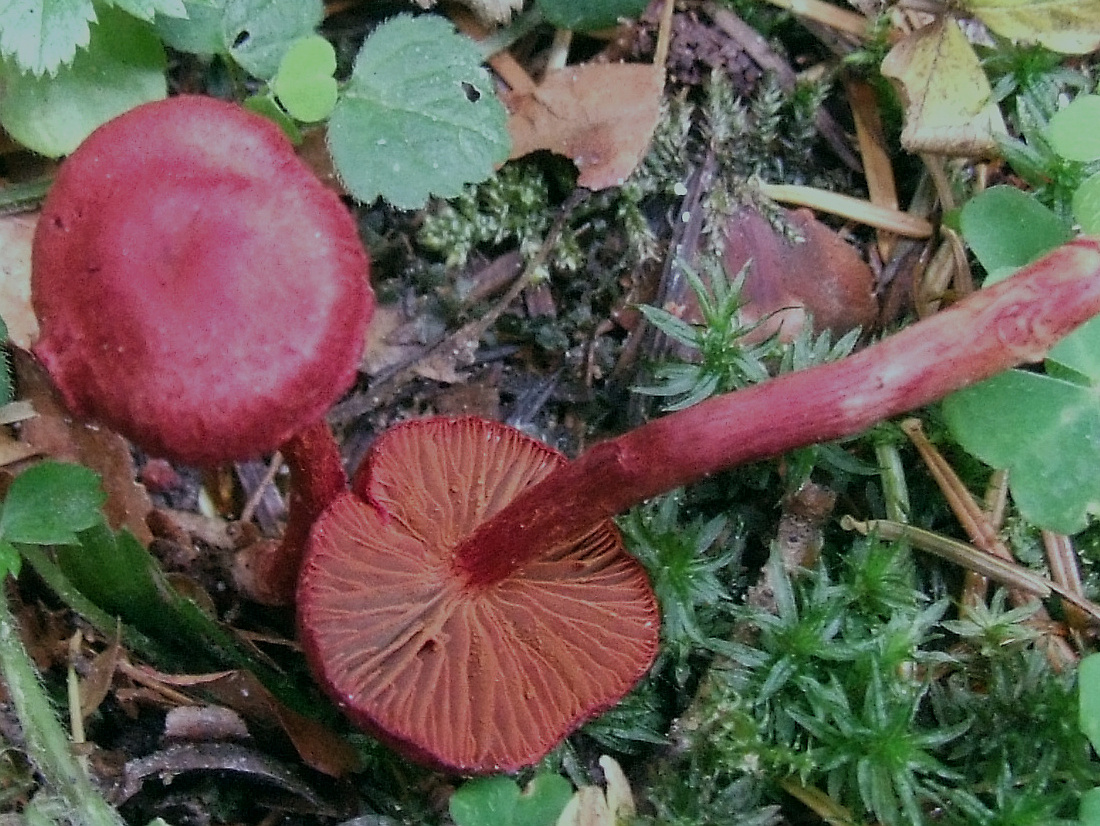